# كرايغ ستيفن وايلدر
كرايغ ستيفن وايلدر (بالإنجليزية: Craig Steven Wilder) هو مؤرخ أمريكي، ولد في 24 نوفمبر 1965.

## وصلات خارجية
- كرايغ ستيفن وايلدر على موقع IMDb (الإنجليزية)
- كرايغ ستيفن وايلدر على موقع قاعدة بيانات الفيلم (الإنجليزية)